# Magnesiumklorid
Magnesiumklorid eller magnesiumchlorid (Kemisk Ordbog) er et salt bestående af ionerne Mg2+ og klorid, Cl−. Det har sumformlen MgCl2 (anhydrat) henholdsvis MgCl2·6H2O (hexahydrat). Magnesiumklorid kan dannes ved reaktion mellem metallet magnesium og saltsyre.
Magnesiumklorid danner farveløse, henflydende krystaller, som anvendes til fremstilling af sorelcement, som støvbindemiddel, frostbeskyttelses- og brandslukningsmiddel, til imprægnering af jernbanesveller og til behandling af uld og bomuld.
- Smeltepunkt: 714 °C
- Massefylde: 2,320 g/cm3
- CAS-nummer: 7786-30-3 (anhydratet), 7791-18-6 (hexahydratet)